# Balancekunst
|  | Denne artikel er oprettet af botten Steenthbot ud fra en ekstern database. Den kan derfor have sproglige fejl eller mangler. Denne skabelon kan fjernes efter kontrol af indholdet. |

Balancekunst er en dansk oplysningsfilm fra 1980 instrueret af Flemming Arnholm og efter manuskript af Ulrik Duurloo.

## Handling
Balancen mellem at køre bil og drikke spiritus. Et snapseglas balancerende på en bilnøgle ses.